# Eszynantus
Eszynantus (Aeschynanthus) – rodzaj roślin z rodziny ostrojowatych (Gesneriaceae). Obejmuje ponad 190 gatunków występujących w południowej i wschodniej Azji. Przedstawiciele to w większości epifityczne liany lub półkrzewy o mięsistych liściach. Niektóre gatunki uprawiane są jako rośliny ozdobne. 

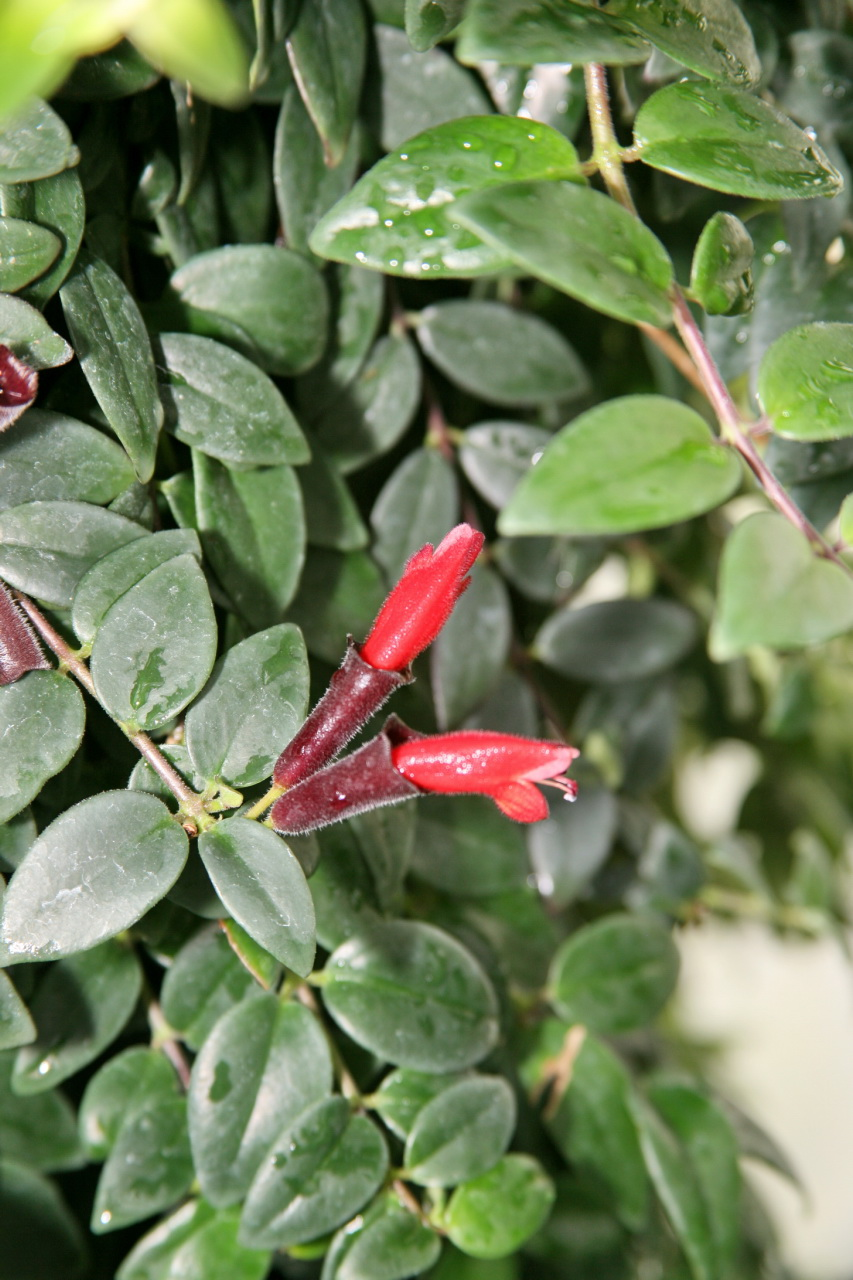
Aeschynanthus lobbianus

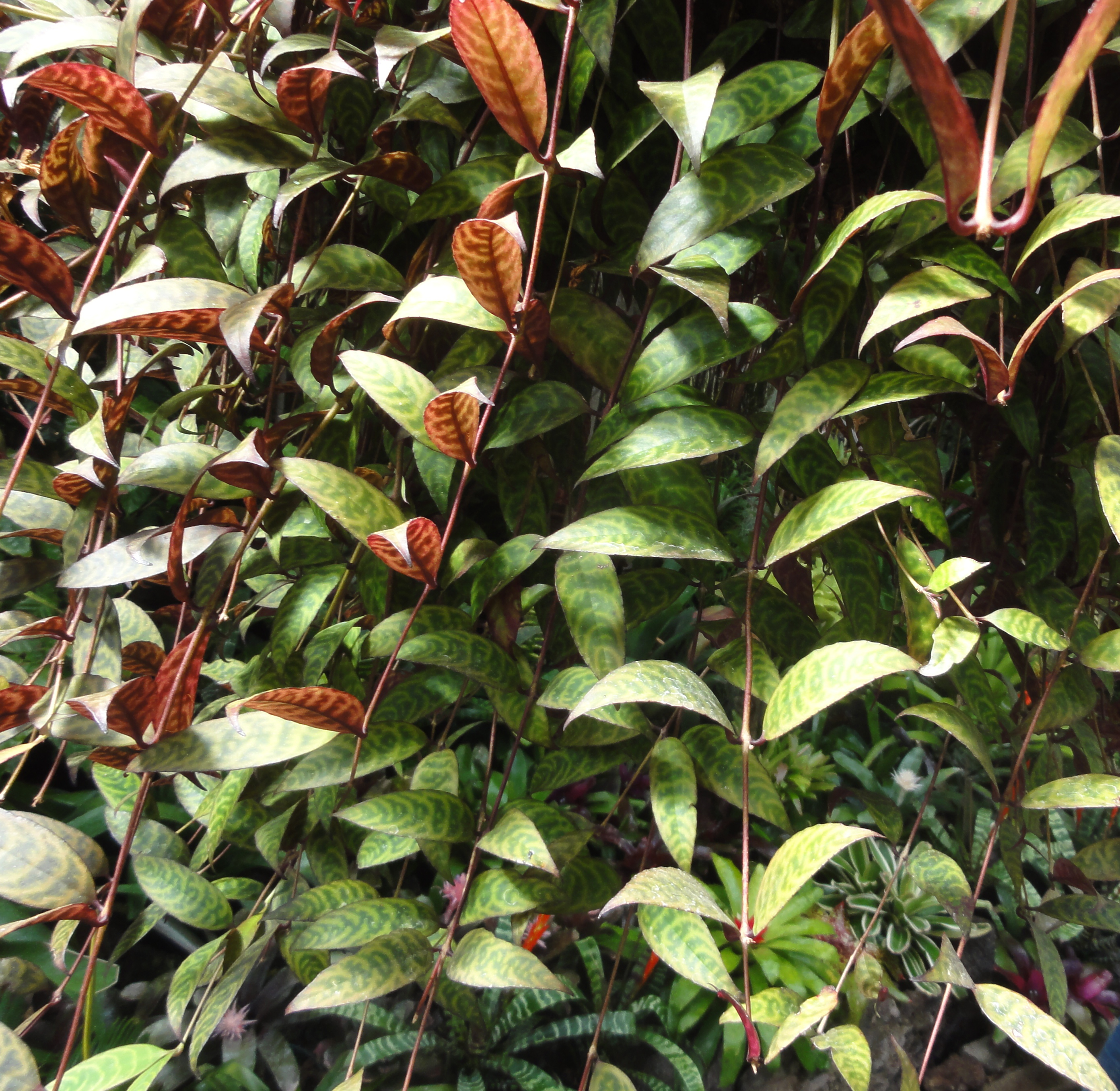
Aeschynanthus marmoratus

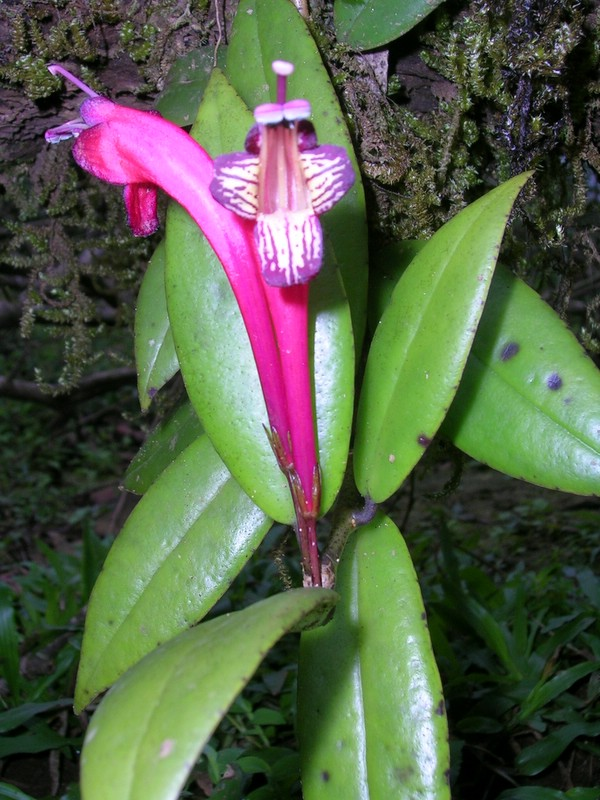
Aeschynanthus perrottetii

## Systematyka
Pozycja według APweb (aktualizowany system APG III z 2009)
Przedstawiciel rodziny ostrojowatych (Gesneriaceae) należącej do rzędu jasnotowców (Lamiales) reprezentującego dwuliścienne właściwe.
Wykaz gatunków
- Aeschynanthus acuminatissimus W.T.Wang
- Aeschynanthus acuminatus Wall. ex A.DC.
- Aeschynanthus albidus (Blume) Steud.
- Aeschynanthus amboinensis (Merr.) Mendum
- Aeschynanthus amoenus C.B.Clarke
- Aeschynanthus andersonii C.B.Clarke
- Aeschynanthus angustifolius (Blume) Steud.
- Aeschynanthus angustioblongus W.T.Wang
- Aeschynanthus apicidens Hance
- Aeschynanthus arctocalyx Mendum & Madulid
- Aeschynanthus arfakensis C.B.Clarke
- Aeschynanthus argentii Mendum
- Aeschynanthus asclepioides (Elmer) B.L.Burtt & P.Woods
- Aeschynanthus atrorubens Schltr.
- Aeschynanthus atrosanguineus Van Houtte ex C.B.Clarke
- Aeschynanthus batakiorum Mendum & Madulid
- Aeschynanthus batesii Mendum
- Aeschynanthus brachyphyllus S.Moore
- Aeschynanthus bracteatus Wall. ex A.DC.
- Aeschynanthus brevicalyx Miq.
- Aeschynanthus breviflorus (S.Moore) K.Schum.
- Aeschynanthus burttii Mendum
- Aeschynanthus buxifolius Hemsl.
- Aeschynanthus calanthus Schltr.
- Aeschynanthus camiguinensis Kraenzl.
- Aeschynanthus candidus Hend. ex C.B.Clarke
- Aeschynanthus cardinalis (Copel. ex Merr.) Schltr.
- Aeschynanthus caudatus C.B.Clarke
- Aeschynanthus celebicus Koord.
- Aeschynanthus ceylanicus Gardner
- Aeschynanthus chiritoides C.B.Clarke
- Aeschynanthus chorisepalus Orr
- Aeschynanthus chrysanthus P.Woods
- Aeschynanthus citrinus Mendum & S.M.Scott
- Aeschynanthus copelandii (Merr.) Schltr.
- Aeschynanthus cordifolius Hook.
- Aeschynanthus crassifolius (Elmer) Schltr.
- Aeschynanthus cryptanthus C.B.Clarke
- Aeschynanthus cuernosensis (Elmer) Schltr.
- Aeschynanthus curtisii C.B.Clarke
- Aeschynanthus curvicalyx Mendum
- Aeschynanthus dasycalyx Hallier f.
- Aeschynanthus dempoensis S.Moore
- Aeschynanthus dischidioides (Ridl.) D.J.Middleton
- Aeschynanthus dischorensis Schltr.
- Aeschynanthus dolichanthus W.T. Wang
- Aeschynanthus dunnii H.Lév.
- Aeschynanthus ellipticus K.Schum. & Lauterb.
- Aeschynanthus elmeri Mendum
- Aeschynanthus elongatus C.B.Clarke
- Aeschynanthus everettianus Kraenzl.
- Aeschynanthus fecundus P.Woods
- Aeschynanthus firmus Kraenzl.
- Aeschynanthus flammeus Schltr.
- Aeschynanthus flavidus Mendum & P.Woods
- Aeschynanthus flippancei Ridl.
- Aeschynanthus forbesii K.Schum.
- Aeschynanthus foxworthyi Kraenzl.
- Aeschynanthus fraserianus Kraenzl.
- Aeschynanthus fruticosus Ridl.
- Aeschynanthus fulgens Wall. ex R.Br.
- Aeschynanthus garrettii Craib
- Aeschynanthus geminatus Zoll. & Moritzi
- Aeschynanthus gesneriflorus S.Moore
- Aeschynanthus gjellerupii Schltr.
- Aeschynanthus glomeriflorus Kraenzl.
- Aeschynanthus griffithii R.Br.
- Aeschynanthus guttatus P.Woods
- Aeschynanthus hartleyi P.Woods
- Aeschynanthus hians C.B.Clarke
- Aeschynanthus hispidus Schltr.
- Aeschynanthus hookeri C.B.Clarke
- Aeschynanthus horsfieldii R.Br.
- Aeschynanthus hoseanus Kraenzl.
- Aeschynanthus hosseusii Pellegr.
- Aeschynanthus humilis Hemsl.
- Aeschynanthus impar Schltr.
- Aeschynanthus intermedia Teijsm. & Binn.
- Aeschynanthus intraflavus Mendum
- Aeschynanthus irigaensis (Merr.) B.L.Burtt & P.Woods
- Aeschynanthus janowskyi Schltr.
- Aeschynanthus kermesinus Schltr.
- Aeschynanthus kingii C.B.Clarke
- Aeschynanthus lancilimbus W.T.Wang
- Aeschynanthus lasianthus W.T.Wang
- Aeschynanthus lasiocalyx W.T.Wang
- Aeschynanthus lepidospermus C.B.Clarke
- Aeschynanthus leptocladus C.B.Clarke
- Aeschynanthus leucothamnos Kraenzl.
- Aeschynanthus levipes C.B.Clarke
- Aeschynanthus ligustrinus Schltr.
- Aeschynanthus linearifolius C.E.C.Fisch.
- Aeschynanthus lineatus Craib
- Aeschynanthus littoralis (Merr.) Schltr.
- Aeschynanthus lobaticalyx Mendum
- Aeschynanthus loheri Kraenzl.
- Aeschynanthus longicalyx Ridl.
- Aeschynanthus longicaulis Wall. ex R.Br.
- Aeschynanthus longiflorus (Blume) A.DC.
- Aeschynanthus macrocalyx C.B.Clarke
- Aeschynanthus madulidii Mendum
- Aeschynanthus magnificus Stapf
- Aeschynanthus mannii Kurz ex C.B.Clarke
- Aeschynanthus marginatus Ridl.
- Aeschynanthus masoniae Kurz ex C.B.Clarke
- Aeschynanthus medogensis W.T.Wang
- Aeschynanthus membranifolius (Costantin) D.J.Middleton
- Aeschynanthus mendumiae D.J.Middleton
- Aeschynanthus mengxingensis W.T.Wang
- Aeschynanthus meo K.Schum.
- Aeschynanthus micranthus C.B.Clarke
- Aeschynanthus microcardius B.L.Burtt & R.A.Davidson
- Aeschynanthus microphyllus C.B.Clarke
- Aeschynanthus microtrichus C.B.Clarke
- Aeschynanthus miniaceus B.L.Burtt & P.Woods
- Aeschynanthus miniatus Lindl.
- Aeschynanthus minutifolius D.J.Middleton
- Aeschynanthus mollis Schltr.
- Aeschynanthus monetarius Dunn
- Aeschynanthus moningerae (Merr.) Chun
- Aeschynanthus montisucris P.Royen
- Aeschynanthus motleyi C.B.Clarke
- Aeschynanthus musaensis P.Woods
- Aeschynanthus myrmecophilus P.Woods
- Aeschynanthus myrtifolius Schltr.
- Aeschynanthus nabirensis Kaneh. & Hatus.
- Aeschynanthus nervosus (Elmer) Schltr.
- Aeschynanthus novogracilis W.T.Wang
- Aeschynanthus nummularius (Burkill & S.Moore) K.Schum.
- Aeschynanthus obconicus C.B.Clarke
- Aeschynanthus obovatus C.B.Clarke
- Aeschynanthus ovatus (Merr.) Schltr.
- Aeschynanthus oxychlamys Mendum
- Aeschynanthus pachyanthus Schltr.
- Aeschynanthus papuanus (Schltr.) B.L.Burtt
- Aeschynanthus parasiticus (Roxb.) Wall.
- Aeschynanthus parviflorus (D.Don) Spreng.
- Aeschynanthus perakensis Ridl.
- Aeschynanthus pergracilis Kraenzl.
- Aeschynanthus perrottetii A.DC.
- Aeschynanthus phaeotrichus Schltr.
- Aeschynanthus philippinensis C.B.Clarke
- Aeschynanthus planiculmis (C.B.Clarke) Gamble
- Aeschynanthus planipetiolatus H.W.Li
- Aeschynanthus podocarpus C.B.Clarke
- Aeschynanthus poilanei Pellegr.
- Aeschynanthus polillensis Kraenzl.
- Aeschynanthus praelongus Kraenzl.
- Aeschynanthus pseudohybridus Mendum
- Aeschynanthus pulcher (Blume) G.Don
- Aeschynanthus pullei Schltr.
- Aeschynanthus radicans Jack
- Aeschynanthus rarus Schltr.
- Aeschynanthus rhododendron Ridl.
- Aeschynanthus rhodophyllus Kraenzl.
- Aeschynanthus roseoflorus Mendum
- Aeschynanthus roseus Schltr.
- Aeschynanthus rubiginosus Teijsm. & Binn.
- Aeschynanthus sanguineus Schltr.
- Aeschynanthus serpens Kraenzl.
- Aeschynanthus setosus Kraenzl.
- Aeschynanthus sinolongicalyx W.T.Wang
- Aeschynanthus siphonanthus C.B.Clarke
- Aeschynanthus sojolianus Mendum & L.E.R.Galloway
- Aeschynanthus solomonensis P.Woods
- Aeschynanthus speciosus Hook.
- Aeschynanthus stenocalyx Kraenzl.
- Aeschynanthus stenosepalus J.Anthony
- Aeschynanthus stenosiphon Schltr.
- Aeschynanthus suborbiculatus S.Moore
- Aeschynanthus superbus C.B.Clarke
- Aeschynanthus tenericaulis Diels
- Aeschynanthus tengchungensis W.T.Wang
- Aeschynanthus tenuis Hand.-Mazz.
- Aeschynanthus tetraquetrus C.B.Clarke
- Aeschynanthus teysmannianus Miq.
- Aeschynanthus tirapensis Bhattacharyya
- Aeschynanthus torricellensis Schltr.
- Aeschynanthus trichocalyx Kraenzl.
- Aeschynanthus tricolor Hook.
- Aeschynanthus truncatus (Elmer) Schltr.
- Aeschynanthus tubiflorus C.B.Clarke
- Aeschynanthus tubulosus J.Anthony
- Aeschynanthus verticillatus C.B.Clarke
- Aeschynanthus vinaceus P.Woods
- Aeschynanthus viridiflorus Teijsm. & Binn.
- Aeschynanthus volubilis Jack
- Aeschynanthus wallichii Benn.
- Aeschynanthus wardii Merr.
- Aeschynanthus warianus Schltr.
- Aeschynanthus zamboangensis Kraenzl.